# Ceratium furcoides
Ceratium furcoides is een soort in de taxonomische indeling van de Myzozoa. Het organisme komt uit het geslacht Ceratium en behoort tot de dinoflagellaten. Het is een planktonisch organisme uit het zoetwater. Ceratium furcoides werd in 1925 ontdekt door Langhans.